# White Christmas (chanson)
Noël blanc
Pour les articles homonymes, voir Noël blanc et White Christmas.
Singles de Bing Crosby
Be Careful, It's My Heart
(1942) Moonlight Becomes You
(1942)
White Christmas est une chanson de Noël écrite au début des années 1940 par le compositeur américain d'origine russe Irving Berlin. D'abord interprétée par Bing Crosby en 1942, elle est vite devenue un classique du genre, comptant des milliers de reprises.
Dans le monde francophone, la chanson est librement adaptée par Francis Blanche sous le titre Noël blanc, et enregistrée en 1949 par Jacqueline François et par Jean Sablon.

## Historique

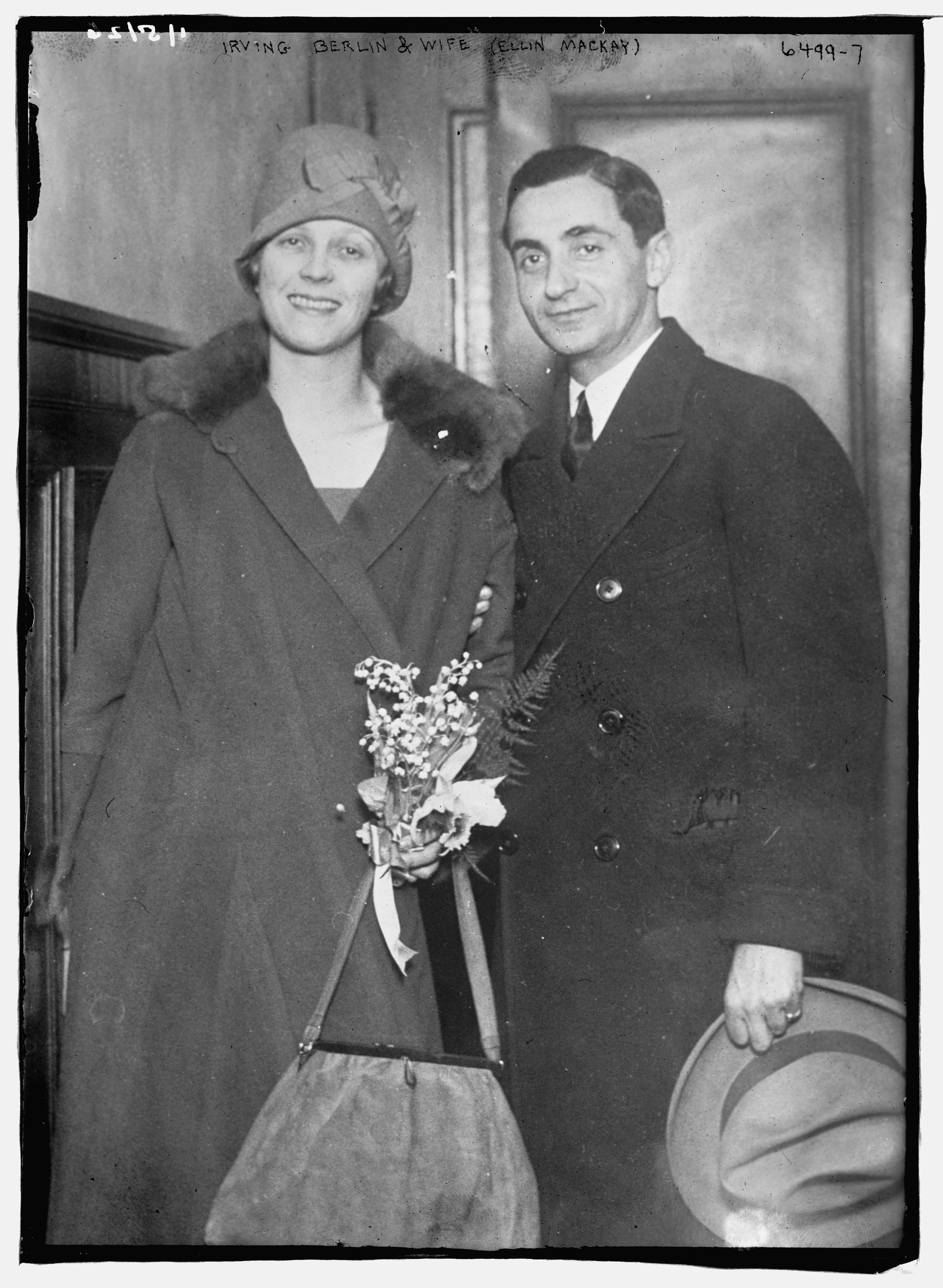
Irving Berlin et Ellen MacKay dans les années 1920.

Le 25 décembre 1928, le compositeur Irving Berlin et sa femme Ellin MacKay perdent leur fils, âgé de 24 jours. « Pour Irving, les fêtes de Noël, qui étaient depuis sa plus tendre enfance le symbole de sa propre intégration au rêve américain, devenaient soudainement la source d’une immense mélancolie », où chaque année, les Berlin vont fleurir la tombe de leur enfant.
En 1941, Irving Berlin compose White Christmas, un morceau à la mélodie mélancolique voire maussade qui passe « la première fois à la radio NBC le jour du Noël 1941, soit quelques jours seulement après l'entrée en guerre des États-Unis », chanté alors par Bing Crosby, la plus grande star de l'époque, et devient un immense succès pendant et après le conflit

### Bing Crosby
White Christmas est interprétée pour la première fois par le chanteur Bing Crosby en décembre 1941, à l’occasion de son émission de radio The Kraft Music Hall, sur les ondes de NBC.

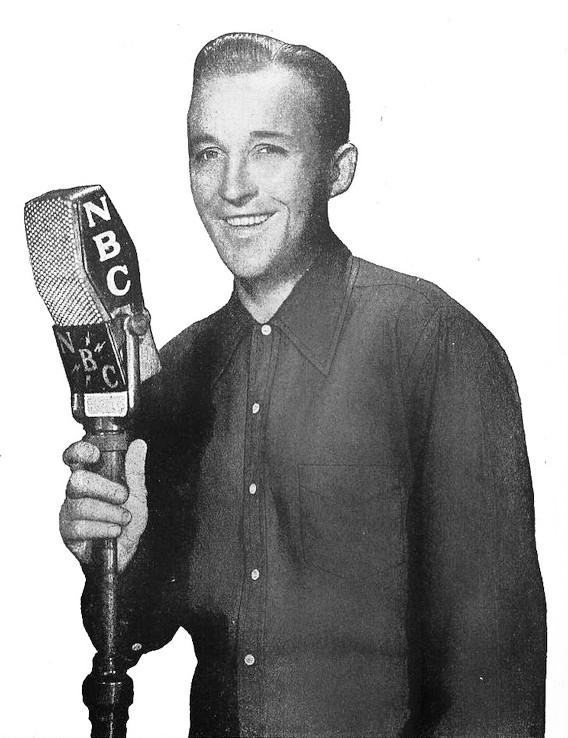
Bing Crosby au micro de la NBC, 1945

Il enregistre une première version le 29 mai 1942 avec le John Scott Trotter Orchestra et les Ken Darby Singers dans les studios de Decca. Le single (Decca 18429A) se vend à 50 000 000 d'exemplaires, ce qui en fait le titre le plus vendu de tous les temps à travers le monde.
La chanson est incluse dans le film L'amour chante et danse (Holiday Inn) (1942), dans lequel Crosby la chante en duo avec Marjorie Reynolds. White Christmas reçoit alors un Oscar de la meilleure chanson originale, bien que le titre n'ait pas été créé pour le film. En pleine Seconde Guerre mondiale, avec des paroles chargées de nostalgie (« Je rêve à un Noël blanc, tel que je l’ai connu [jadis] »), la chanson touche une corde sensible auprès des GIs, ainsi qu'auprès du public américain en général. Le 3 octobre 1942, la chanson entre dans les palmarès et le 31 octobre, elle devient numéro 1. Vers la fin de la guerre, White Christmas est devenu le single le plus vendu de tous les temps, battant tous les records.
Revenant à plusieurs reprises dans les palmarès, la chanson en atteint de nouveau le sommet en 1945 et 1947. Une nouvelle version est enregistrée le 19 mars 1947 avec les mêmes accompagnateurs[Quoi ?], la bande originale de 1942 ayant été endommagée. C’est ainsi la version la plus ancienne que l’on peut entendre aujourd’hui. Elle est incorporée dans de nombreuses compilations du chanteur, dont Merry Christmas (1949) qui devint également un des albums de Noël les plus vendus de histoire. La chanson est aussi reprise pour le film Noël blanc (White Christmas) en 1954.

### Reprises
De nombreux artistes ont proposé leur propre interprétation de la chanson. Freddie Martin and His Orchestra, dès 1942, et Frank Sinatra, en 1944, connaissent eux aussi un immense succès avec leurs versions de White Christmas.
En 1954, le groupe The Drifters enregistre une version doo-wop. Cette version connaît un succès limité lors de sa sortie aux États-Unis, n’atteignant que la 80e place au palmarès pop du Billboard ; elle est tout de même classée au 2e rang sur la liste R&B. La vente des disques par des chanteurs noirs reste toutefois modeste à l’époque, les stations de radios refusant de les diffuser. Des années plus tard, plus particulièrement dans les années 1970, on commence à entendre la version des Drifters dans les stations de musique « oldies ». Plus tard encore, le film Maman, j'ai raté l'avion (Home Alone), au début des années 1990, établit cette version au statut de classique du temps des fêtes.
Le 6 septembre 1957, Elvis Presley enregistre la chanson (9e prise) au studio Radio Recorders, à Hollywood. Basée sur les arrangements des Drifters (qui eux-mêmes se sont conformés à la version des Ravens, sortie en 1949), la chanson paraît sur l’album Elvis' Christmas Album (1957), plusieurs fois platine, un des albums de Noël le plus vendu, et sur le maxi 45 tours Christmas With Elvis (1958). Bien qu’Irving Berlin ait donné son consentement pour la version des Drifters, il essaie de bannir celle de Presley sur les ondes, en écrivant aux stations de radio, qualifiant sa version de « vulgaire » et d'« irrespectueuse ». Mais la version de Presley devient elle aussi un classique de Noël. Avant de l'enregistrer, le « King » a déjà interprété cette chanson, de manière informelle, en compagnie de Carl Perkins, Jerry Lee Lewis et Johnny Cash le 4 décembre 1956 pour ce qu'on a appelé The Million Dollar Quartet.
Parmi les nombreuses versions qui ont été enregistrées au cours des années, citons encore celles du très grand musicien et saxophoniste Booker Ervin (1966), Charlie Parker (1948), de Louis Armstrong (1952), de Dean Martin (1959), d’Ella Fitzgerald (1960), des Beach Boys (1964), de Bob Marley and the Wailers (1965), des Supremes (1965), de Tony Bennett (1967), de Barbra Streisand (1967), d'Otis Redding (1968), des Temptations (1970), de Dolly Parton (1984), de Johnny Cash (1991), des Four Tops feat. Aretha Franklin (1995), de Chicago (1998), de Ringo Starr (1999), d'Elton John & Rosie O'Donnell (1999), des Destiny's Child (2001), de Michael Bublé (2003), de Chris Isaak (2004), de Billy Idol (2006), de Twisted Sister feat. Doro Pesch (2006), de Connie Talbot (2007), de Katy Perry (2008), de Taylor Swift (2008), de Lady Gaga (2011), de la série musicale Glee (Darren Criss et Chris Colfer) (2012), de Shy'm (2012), de Leona Lewis (2013), d'Iggy Pop (2013), de Dove Cameron (2017), de Gwen Stefani (2017), d'Eric Clapton (2018), de Pentatonix (2020) ou encore Norah Jones (2021).

### Version française

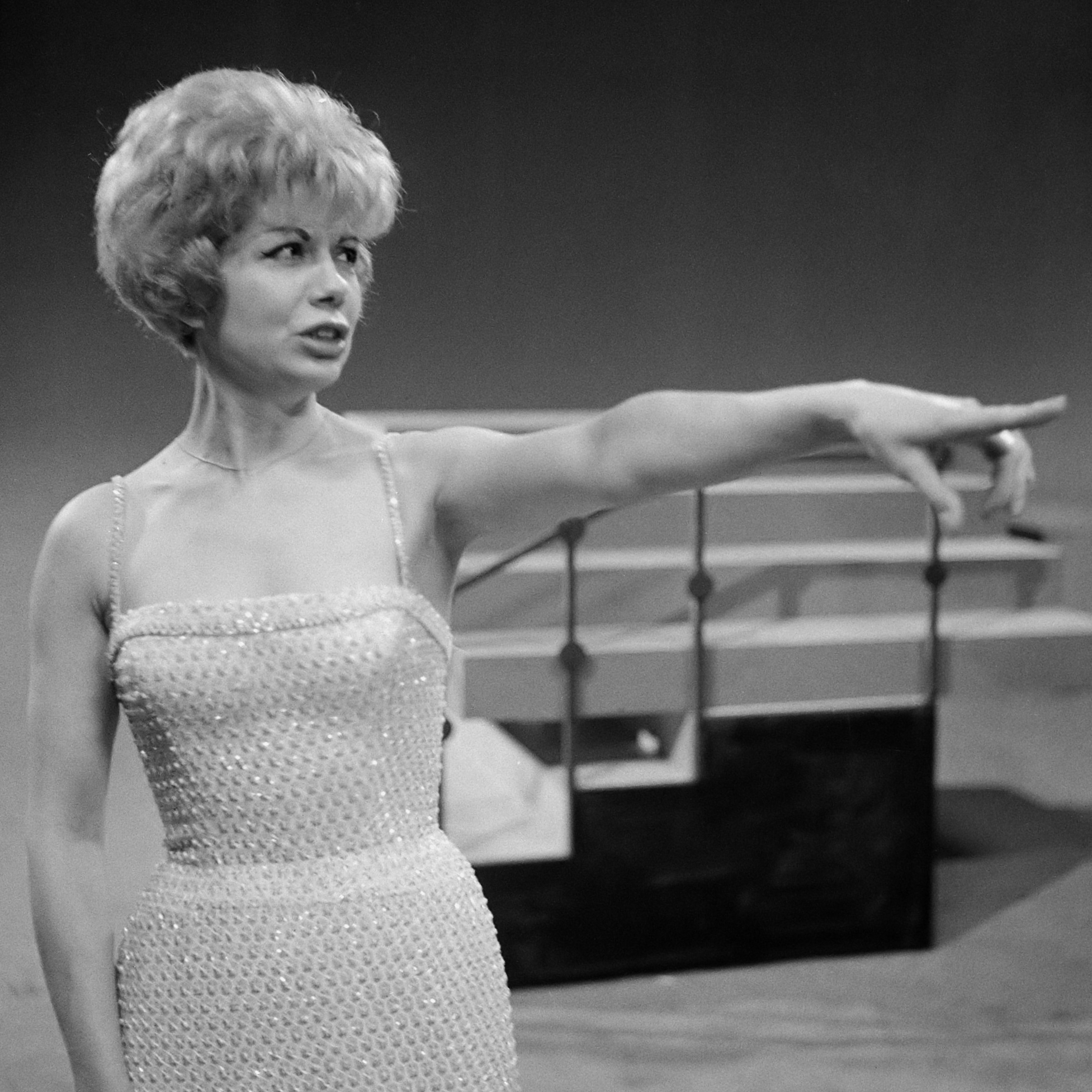
Jacqueline François à la télévision néerlandaise en 1962

- Jacqueline François avec Paul Durand et son orchestre (1949)[3]
- Jean Sablon avec l'orchestre de Paul Baron (1949)[4]
- André Claveau (1954)[9]
- Tino Rossi (1955, Nuit de Noël)
- Dalida accompagnée par Raymond Lefèvre et son orchestre (1960)
- Paulette Rollin (1961, sur l'album 25 cm Paulette Rollin chante pour les enfants, Vol. 4, 10 chants de Noël)
- Les Compagnons de la chanson (1966 en 45t et CD 2020 les Compagnons de la chanson chantent Noël)
- Ginette Reno (1967, Noêl avec Ginette Reno)
- Gérard Lenorman (1976, sur l'album Noëls du monde)
- Nicole Martin (1979, sur l'album Noël avec Nicole Martin)
- Eddy Mitchell (1981, Fan Album)
- Céline Dion (1981, album Céline Dion chante Noël)
- Christophe, (1983), album Clichés d'amour)
- Line Renaud (1987, medley de chants de noël)
- Eddy Mitchell et Véronique Sanson (2000, en duo sur l'album Noël ensemble)
- Marie Michèle Desrosiers (2002, sur l'album Marie Michèle Desrosiers chante Noël avec le Chœur de l'Armée Rouge)

et aussi : Luis Mariano (1960), Michèle Richard (1961), Sacha Distel (1967), Mireille Mathieu (1968), Franck Michael (1994), Roch Voisine (2000), Frédéric François (2002), Marie Myriam (2008), Cœur de pirate (2011), Amaury Vassili (2011), Brigitte (2012), Laura Pausini (2016), Henri Salvador, Salvatore Adamo, Jack Lantier, André Dassary, Dorothée, Vincent Niclo, Maurane, Jean-Baptiste Maunier, Shirley Theroux, Claudio Capéo…